# Грађански рат између Октавијана и Антонија
Рат Антонија и Октавијана, такође познат под називима Птолемејски рат, Антонијев грађански рат, Рат Истока и Запада или Завршни рат Римске републике је био оружани сукоб који се између 32. п. н. е. и 30. п. н. е. водио између Римске републике, односно Октавијана и његових присталица на једној, те Птолемејског Египта и присталица римског политичара Марка Антонија на другој страни. Завршио је Октавијановом побједом након које је Египат анектиран као римска провинција, и тиме и у политичком смислу завршио хеленистички период на Блиском истоку. Њиме су окончани и вишедеценијски грађански ратови те створени услови да Октавијан постепено стари републикански режим трансформише у Римско царство и успостави еру дуготрајног мира и просперитета познату као pax romana.

## Позадина
Августов грађански рат је израз којим се понекад описују грађански ратови у Риму вођени у двије деценије након смрти Јулија Цезара, а у којима је једна од зараћених страна био његов нећак и усвојени син Октавијан, касније познат као Август. Он је у њима успио поразити све своје противнике те дотадашњу Римску републику трансфомисати у Царство.
Кад је Цезар убијен, у марту 44. п. н. е., Октавијан се с војском налазио крај Аполоније, у данашњој Албанији. Имао је тада свега 18 година и био је често потцењиван од стране осталих својих конкурената у борби за власт. Међутим, користећи се статусом Цезарова насљедника, вратио се у Италију и формирао своју војску од Цезарових ветерана. У Риму је затјекао главне Цезарове убице, заговорнике Републике, Брута и Касија, који су у међувремену ојачали свој утицај.
Након кратког раздобља напетости, па и отвореног непријатељства познатог као Мутински рат, формира с главним Цезаровим сарадницима Марком Антонијем и Лепидом савез познат као Други тријумвират, те отпочињу прогон оних који су били умијешани у атентат на Цезара.
Након тога окрећу се на Брута и Касија који су побјегли на исток, а што доводи до тзв. Ослободилачког грађанског рата. Код Филипа, у Грчкој, Антоније и Октавијан су побиједили војску републиканаца, а Брут и Касије извршавају самоубиство, 42. п. н. е.. Октавијан се враћа у Рим, а Антоније одлази у Египат, гдје склапа, прво формални, а потом и лични (интимни) савез с краљицом Клеопатром, бившом љубавницом Јулија Цезара и мајком његова сина Цезариона. Управљање римским провинцијама дијели се на начин да Октавијану припада Запад, а Антонију Исток.
Антоније започиње војне походе на истоку, уз све јачу интимну везу с Клеопатром. За то вријеме Октавијан склопио много корисних савеза у Риму, угушио сицилијански устанак Секста Помпеја, тиме јачајући своју моћ, те све више оптужује Антонија да се сувише удаљује од Рима, створивши прејаке везе с Египтом и његовом краљицом. Напетости између Октавијана и Антонија доводе и до краткотрајног рата Октавијана и Марковог брата Луција.
Покушавајући да спаси савез с Антонијем, Октавијан чак удаје за њега своју сестру Октавију, али упркос томе осјећа се да све више расту напетости између дојучерашњих савезника и сарадника. Ситуација се из дана у дан погоршава, а кад је Антоније на крају узео Клеопатру за жену, а био је ожењен Октавијановом сестром, 32. п. н. е. Октавијан објављује рат њему и Клеопатри. Рат се рјешава 31. п. н. е., у поморској бици код Акцијума, на западној обали Грчке. Након што је много бродова изгорјело и много војника с обје стране изгинуло, Октавијанова флота побијеђује флоту Антонија и Клеопатре па ови бјеже за Египат. Октавијан креће за њима у потјеру, те се након неколико мјесеци искрцао у Александрији и поразио остатке Антонијевих снага. Након тога су Антоније и Клеопатра извршили самоубиство, 30. п. н. е.. Египат је постао римска провинција.
Општа јединственост овог Римског грађанског рата је његова историјска јединственост. Никада у тако маленом временском раздобљу током грађанског рата није било тако много зараћених страна које су посједовале своју војску. Ако се поглед усмјери на тих цијелих четрнаест година налази се свекупно 6 војски са својим вођама које су водиле рат против својих осталих конкурената. То су били: Римски Сенат, Октавијан, Лепид, Марко Антоније, Помпеј млађи, Брут и Касије.
Сви они су у минимално једној фази рата овог покушали војно ликвидирати све остале. Послије коначне побједе August постаје милостив према својим пораженим противницима. Лепид је постао врховни римски свештеник (pontifex maximus), Сенат је добио право изгласавања опозива цара, двоје дјеце Клеопатре и Марка Антонија су постали вазални краљеви на Блиском истоку, а даљи мушки потомак Помпеј се пуно касније оженио кћерком цара Клаудија. Једине беспоговорне жртве су биле Брут и Касије због свог убиства Цезара.